# Чужа п'ятірка
«Чужа п'ятірка» — радянський художній фільм 1982 року, знятий режисером Георгієм Бзаровим на кіностудії «Узбекфільм».

## Сюжет
За повістю Фархада Мустаджанова «Вище голову, Алікумов!». Узбецький хлопчик Тейлок навчається у 5-му класі. Його батько пішов із сім'ї й Тейлок взяв на себе турботу про молодшого брата. Добрий і чуйний хлопчисько зовсім закинув навчання. І коли двійки розфарбували його щоденник, хлопчик вирішив узятися за себе.

## У ролях
- Улугбек Хамраєв — Тейлок Алікулов
- Венера Нігматуліна — Насіба Каримівна, вчителька
- Фатіма Реджаметова — Надіра Усманова
- Рустам Ешанов — Ахмедов
- Батир Максумов — Шакаюм
- Аїда Юнусова — мати Тейлока
- М. Юнусов — Солі, молодший брат Тейлока
- Набі Рахімов — директор школи
- М. Сулейманова — вчителька
- Абдужаліл Бурібаєв — батько Тейлока
- Аміна Фаєзова — Анвар-апа, бібліотекар
- Вахід Кадиров — пасажир
- Джамал Хашимов — завгосп
- Б. Мумінов — учень 5 «Б» класу
- Г. Гулямова — учень 5 «Б» класу
- Н. Ахмедова — учень 5 «Б» класу
- С. Азізова — учень 5 «Б» класу
- Д. Абдурашидов — учень 5 «Б» класу
- Ф. Дадабаєв — учень 5 «Б» класу
- З. Ірматов — учень 5 «Б» класу
- Т. Ібрагімов — учень 5 «Б» класу
- З. Ібрагімов — учень 5 «Б» класу
- Т. Ірматов — учень 5 «Б» класу
- Н. Кадирова — учень 5 «Б» класу
- О. Казакбаєв — учень 5 «Б» класу
- Г. Кучкарова — учень 5 «Б» класу
- Ф. Маїлова — учень 5 «Б» класу
- Н. Мусаєва — учень 5 «Б» класу
- Ш. Мухамедалієва — учень 5 «Б» класу
- Б. Набієв — учень 5 «Б» класу
- Н. Нугманов — учень 5 «Б» класу
- М. Наджмутдінова — учень 5 «Б» класу
- Л. Пулатова — учень 5 «Б» класу
- Д. Рахманбердиєва — учень 5 «Б» класу
- Хусан Режаметов — учень 5 «Б» класу
- К. Хакімов — учень 5 «Б» класу
- Б. Хусейнов — учень 5 «Б» класу
- Т. Юлдашев — учень 5 «Б» класу
- Іногам Адилов — шофер
- Саїдмурад Зіяутдінов — пасажир
- Тахір Нармухамедов — контролер
- Батур Халіков — пасажир

## Знімальна група
- Режисер — Георгій Бзаров
- Сценарист — Валентина Малиновська
- Оператор — Даврон Абдуллаєв
- Композитор — Руміль Вільданов
- Художник — Євген Пушин